# Salles-Arbuissonnas-en-Beaujolais
Salles-Arbuissonnas-en-Beaujolais is een gemeente in het Franse departement Rhône (regio Auvergne-Rhône-Alpes) en telt 629 inwoners (1999). De plaats maakt deel uit van het arrondissement Villefranche-sur-Saône.

## Geografie
De oppervlakte van Salles-Arbuissonnas-en-Beaujolais bedraagt 4,3 km², de bevolkingsdichtheid is 146,3 inwoners per km².
De onderstaande kaart toont de ligging van Salles-Arbuissonnas-en-Beaujolais met de belangrijkste infrastructuur en aangrenzende gemeenten.

## Demografie
Onderstaande figuur toont het verloop van het inwonertal (bron: INSEE-tellingen).

1. ↑  Populations de référence 2022.